# Большая Каменка (Самарская область)
Больша́я Ка́менка — село в Красноярском районе Самарской области России.
Входит в состав сельского поселения Большая Каменка и является его административным центром. Состоит из 10 улиц.

## География
Большая Каменка расположена на правобережье реки Сок в 5 км от неё. На севере к ней примыкает Каменский лес, на западе — Больничный лес. Через село протекает река Каменка.
Расстояние до районного центра (село Красный Яр), находящегося южнее, составляет 20 км; до Самары — 50 км на юг.
В окрестностях села находятся три памятника природы регионального значения: «Большекаменская дубрава», «Большекаменская сухая дубрава», «Гора Красная».

## История
Село Большая Каменка, ранее называлось Каменка (или Архангельское), основано в середине XVIII века. Несомненно, что название села произошло от названия речки Каменки, которая упоминается на карте 1731 года. Первое документальное упоминание деревни Каменки относится к 1771 году. Датой основание Каменки можно считать разрешение о переселении Пензенской канцелярии 11 сентября 1768 года, сами каменцы в прошении и признании земельных владений указываю, что приняли решение перейти на новое место еще в 1763 году и ожидали согласия, вероятно тогда и было подобрано место, тем более, что однодворцы были испомещены в этих местах еще в 1703 году. В административном плане село, вместе с Красноярской крепостью, Кобельминской, Сретенской, Орлянской слободами и другими поселениями Ново-Закамской оборонительной линии, относилось к Ставропольской провинции Оренбургской губернии, затем к Тростянской волости Самарского уезда, в эпоху Великих реформ была организована самостоятельная Каменская волость, преемником которой можно считать сельское поселение Большая Каменка.
Население села Каменка состояло из мордвы (эрзи) и русских. Мордовское население села преобладало до конца XIX века. К мордовским родам относились Тюмкины, Дорогойченковы, Воробьёвы, Якямсевы, Якушовы, Петрушкины, Святкины, Трямасовы, Юркины, Тямаевы, Нуянзины, Юдины, Касымовы, Сыскины, Шежгутовы и многие другие. К мордовским мурзам выходцам из Козловки Пензенского уезда принадлежал род Вершининых. Большая часть мордвы были выходцами из Щукино, Нижнего Шкудима, Сыресево Засурского стан Пензенского уезда, Никольского Томылово Симибирского уезда. Русские жители вышли из Качима, Кеньши (Арханегельской и Дмитриевской) Засурского стана Пензенского уезда, Рождественского Китовки, Темрезани Симбирского уезда Старейшими русскими фамилиями Каменки являются Анисимовы, Ионовы, Севастьяновы (потомки церковнослужителей), Куликовы и другие.
В сословном плане жители села Каменка делилось на служилое и податное. Служилое «по отечеству» — дворянство, в Каменке оно было представлено родом Скрябиных, владевших деревней Васильевкой. Наиболее полно в Каменке были представлены однодворцы, к ним, например, относится род Рузановых и Ивашевых, Скрипиных (Скрыпиных), Романовых. Каменские однодворцы ещё в XVIII веке владели крепостными — «однодворческими крестьянами», но это не уберегло их от стремительного разорения и уже к 1834 году за ними числилось всего 4 однодворческих крестьянина, а в переписи 1850 года все однодворцы уже записаны как государственные крестьяне. Служилые «по прибору» — пахотные крестьяне, отставные солдаты, так называемые «нижние военные чины» составляли небольшое количество жителей. В 40-х годах XIX века однодворцы и пахотные солдаты села Каменка, всего 70 дворов, отделились и основали деревни Малая Каменка (Михайловка, Теребиловка) для однодворцев и Новая Каменка (Изюмовка) для пахотных солдат.
Некоторые поселения, почти полностью состояли из пахотных солдат — Хорошенькое, Большая Раковка (Раковская или Сретенская слобода), Черновка. Податное население состояло из дворовых и крепостных помещиков Скрябиных и однодворцев, «економических крестьян», то есть бывших церковных, ясачных крестьян. Впоследствии большая часть податного населения села оказалась в категории удельных крестьян.

## Население
| 1889 | 1910  | 2010 |
| ---- | ----- | ---- |
| 4173 | ↗4755 | ↘814 |

В 1889 году в селе насчитывалось 718 дворов с 4173 жителями, в 1910 году — 4755 человек.
Во время переписи 2010 года в селе постоянно проживало 814 жителей, в том числе 379 мужчин (46,6 %) и 435 женщин (53,4 %).

## Транспорт
Сообщение с другими населёнными пунктами осуществляется по дороге «дорога М5 — Сергиевск». Сама автодорога М5 «Урал» проходит в 10 км южнее села.
Ближайшая станция железной дороги — платформа Старосемейкино.

### Образование и культура
В селе имеется средняя общеобразовательная школа, основана в 1845 году.
При сельском доме культуры действует военно-патриотический клуб «Застава».
В третью суббота мая в Большой Каменке отмечают праздник — День села.

## Русская православная церковь
Действует храм во имя Архангела Михаила Отрадненской епархии РПЦ.
Согласно клировым ведомостям 1837 года первоначально храм был построен в 1776 году, но метрические книги велись с 1772 года. Сведения об этом являются вторым документальным упоминанием села в истории. В советское время храм не работал, был восстановлен в 2008 году.

## Спорт
В окрестностях села проходят соревнования открытого чемпионата Самарской области по ралли-спринту «Самарский Рубеж»

## Известные уроженцы
- Гуженков, Владимир Федорович (род.1945) — советский футбольный вратарь, хоккейный нападающий и заслуженный тренер России по хоккею.
- Дорогойченко, Алексей Яковлевич (1894—1947) — советский поэт, прозаик, просветитель.
- Нуянзин, Николай Иванович  (1912—?) — председатель исполкома Ставропольского районного Совета депутатов трудящихся (1953—1959), заведующий райотделом народного образования Алексеевского района Куйбышевской обл.
- Святкин, Василий Иванович (1916—1998) — комбайнёр, Герой Социалистического Труда.
- Сыскин, Яков Иванович (1833—1911) — старец и руководитель самарских православных беседников
- Орловский, Николай Васильевич (1899-1986) - советский учёный-почвовед, доктор сельскохозяйственных наук, создатель академической школы лесных почвоведов, награждён золотой медалью имени В. В. Докучаева (1981), сын священника Василия Орловского